# Бартелеми, Рансес
Рансес Бартелеми (исп. Rances Barthelemy; род. 25 июня 1986, Арройо-Наранхо, Куба) — кубинский профессиональный боксёр, выступающий в лёгкой весовой категории (до 61,23 кг). Чемпион мира по версии IBF (2014—2015) во 2-м полулёгком весе и (2015—2016) в лёгком весе.

## Профессиональная карьера
Бартелеми дебютировал на профессиональном ринге в 2009 году после длительной любительской карьеры. Выступал преимущественно во втором полулёгком, и лёгком весовых категориях.
29 июля 2011 года Рансес завоевал интернациональный титул чемпиона мира по версии UBO, победив по очкам американца Джерардо Роблеса. 3 февраля 2012 года защитил титул, победив по очкам Хилона Уильямса (15-0).
4 января 2013 года в полуфинале турнира IBF победил канадца Араша Усмани (20-0). В июле 2013 года Бартелеми нокаутировал во втором раунде тайца Фашаи Саккририна (39-3), и завоевал статус обязательного претендента по версии IBF.

### Второй полулёгкий вес
3 января 2014 года Бартелеми встретился с чемпионом мира, доминиканцем, Архенисом Мендесом. Бартелеми нокаутировал Мендеса во втором раунде и стал новым чемпионом мира по версии IBF. Остановка поединка вызвала массу споров. Позже поединок был признан несостоявшимся, пояс вернули Мендесу.
10 июля 2014 года Бартелеми встретился второй раз с доминиканцем, Архенисом Мендесом. Бартелеми победил единогласным решением судей и стал новым чемпионом мира по версии IBF.
4 октября Бартелеми защитил титул в бою с аргентинцем Фернандо Саусендо и затем поднялся в весовой категории.

### Второй лёгкий вес
В 2015 году Бартелеми поднялся сразу на две весовые категории.
В июне 2015 года Рансес победил по очкам бывшего чемпиона мира, 29-летнего Антонио ДеМарко.

### Лёгкий вес
18 декабря 2015 года встретился с экс-чемпионом Европы во 2-м полусреднем весе россиянином Денисом Шафиковым. На кону был вакантный титул чемпиона мира в лёгком весе по версии IBF. Шафиков был лучше в первой половине боя. Он был активнее и точнее. Однако, Рансес смог выравнять бой, удачно действуя во второй его половине. После 12-ти раундов судьи отдали победу Бартелеми.

### Первый полусредний вес
10 марта 2018 года встретился с белорусом Кириллом Релихом. На кону был вакантный титул чемпиона мира в первом полусреднем весе по версии WBA. Это был второй бой между боксёрами. Белорусский боксёр доминировал по ходу поединка, тревожа противника многоударными комбинациями. Кубинец большую часть времени был недостаточно активен, находясь в глухой защите. По ходу боя Бартелеми вновь атаковал оппонента ниже пояса. По итогам матча судьи отдали победу боксёру из Белоруссии. Счёт судейских записок оказался разгромным: 117—110 и 118—109 (дважды). Релих уверенно взял реванш, завоевав вакантный титул чемпиона мира по версии WBA и тем самым нанёс первое поражение Бартелеми в профессиональной карьере.

## Статистика профессиональных боёв
В таблице перечислены результаты всех поединков боксёров.
В каждой строке указан результат поединка. Дополнительно номер поединка обозначен цветом, который обозначает итог поединка. Расшифровка обозначений и цветов представлена в нижеследующей таблице.
| Пример | Расшифровка                     |
| ------ | ------------------------------- |
|        | Победа                          |
|        | Ничья                           |
|        | Поражение                       |
|        | Планируемый поединок            |
|        | Поединок признан несостоявшимся |
| КО     | Нокаут                          |
| ТКО    | Технический нокаут              |
| PTS    | Решение судей (по очкам)        |
| UD     | Единогласное решение судей      |
| MD     | Решение большинства судей       |
| SD     | Раздельное решение судей        |
| RTD    | Отказ от продолжения боя        |
| DQ     | Дисквалификация                 |
| NC     | Поединок признан несостоявшимся |

| 33 поединка, 29 побед (15 нокаутом), 1 ничья, 2 поражения, 1 несостоявшийся. | 33 поединка, 29 побед (15 нокаутом), 1 ничья, 2 поражения, 1 несостоявшийся. | 33 поединка, 29 побед (15 нокаутом), 1 ничья, 2 поражения, 1 несостоявшийся. | 33 поединка, 29 побед (15 нокаутом), 1 ничья, 2 поражения, 1 несостоявшийся. | 33 поединка, 29 побед (15 нокаутом), 1 ничья, 2 поражения, 1 несостоявшийся. | 33 поединка, 29 побед (15 нокаутом), 1 ничья, 2 поражения, 1 несостоявшийся. | 33 поединка, 29 побед (15 нокаутом), 1 ничья, 2 поражения, 1 несостоявшийся.                                                          |
| Бой                                                                          | Рекорд                                                                       | Дата боя                                                                     | Соперник                                                                     | Место проведения боя                                                         | Раундов, время                                                               | Дополнительно |
| ---------------------------------------------------------------------------- | ---------------------------------------------------------------------------- | ---------------------------------------------------------------------------- | ---------------------------------------------------------------------------- | ---------------------------------------------------------------------------- | ---------------------------------------------------------------------------- | --- |
| 33                                                                           | 29-2-1-1                                                                     | 30 июля 2022                                                                 | Гэри Рассел (15-0)                                                           | Барклайс-центр, Бруклин, Нью-Йорк, штат Нью-Йорк, США                        | TKO 6 (10), 0:50                                                             | |
| 32                                                                           | 29-1-1-1                                                                     | 6 ноября 2021                                                                | Густаво Давид Виттори (25-9-1)                                               | MGM Grand Garden Arena, Лас-Вегас, Невада, США                               | TKO 2 (8), 1:54                                                              | |
| 31                                                                           | 28-1-1-1                                                                     | 30 января 2021                                                               | Алл Ривера (21-4)                                                            | Выставочный центр Shrine, Лос-Анджелес, Калифорния, США                      | UD (10)                                                                      | Счёт: 100-90, 99-91, 97-93. |
| 30                                                                           | 27-1-1-1                                                                     | 27 апреля 2019                                                               | Роберт Истер мл. (21-1)                                                      | Cosmopolitan of Las Vegas, Лас-Вегас, Невада, США                            | SD (12)                                                                      | Бой за вакантные титулы чемпиона мира по версиям WBA и IBO в лёгком весе. Счёт: 113-115, 115-113, 114-114.                            |
| 29                                                                           | 27-1-0-1                                                                     | 22 декабря 2018                                                              | Роберт Франкель (36-19-1)                                                    | Барклайс-центр, Бруклин, Нью-Йорк, штат Нью-Йорк, США                        | TKO 3 (10), 2:38                                                             | |
| 28                                                                           | 26-1-0-1                                                                     | 10 марта 2018                                                                | Кирилл Релих (21-2)                                                          | Freeman Coliseum, Сан-Антонио, Техас, США                                    | UD (12)                                                                      | Счёт: 109-118, 109-118, 110-117. Бой за вакантный титул чемпиона мира по версии WBA в 1-м полусреднем весе.                           |
| 27                                                                           | 26-0-0-1                                                                     | 20 мая 2017                                                                  | Кирилл Релих (21-1)                                                          | MGM National Harbor, Оксон-Хилл, Мэриленд, США                               | UD (12)                                                                      | Счёт: 116-110, 115-111, 117-109. Бой за статус обязательного претендента на титул чемпиона мира по версии WBA в 1-м полусреднем весе. |
| 26                                                                           | 25-0-0-1                                                                     | 3 июня 2016                                                                  | Микки Бей (22-1-1)                                                           | Seminole Hard Rock Hotel & Casino, Холливуд, Флорида, США                    | SD (12)                                                                      | Счёт: 117-110, 110-117, 116-111. Защитил титул чемпиона мира по версии IBF (1-я защита Бартелеми) в лёгком весе.                      |
| 25                                                                           | 24-0-0-1                                                                     | 18 декабря 2015                                                              | Денис Шафиков (36-1-1)                                                       | Palms Casino Resort, Лас-Вегас, Невада, США                                  | UD (12)                                                                      | Счёт: 119-109, 116-112, 116-112. Завоевал вакантный титул чемпиона мира по версии IBF в лёгком весе.                                  |